# Matt Hunwick
Matthew John „Matt“ Hunwick (* 21. Mai 1985 in Warren, Michigan) ist ein ehemaliger US-amerikanischer Eishockeyspieler. Der Verteidiger bestritt zwischen 2007 und 2019 über 500 Partien für sechs Teams in der National Hockey League (NHL). Mit der Nationalmannschaft der USA gewann er die Bronzemedaille bei der Weltmeisterschaft 2013.

## Karriere

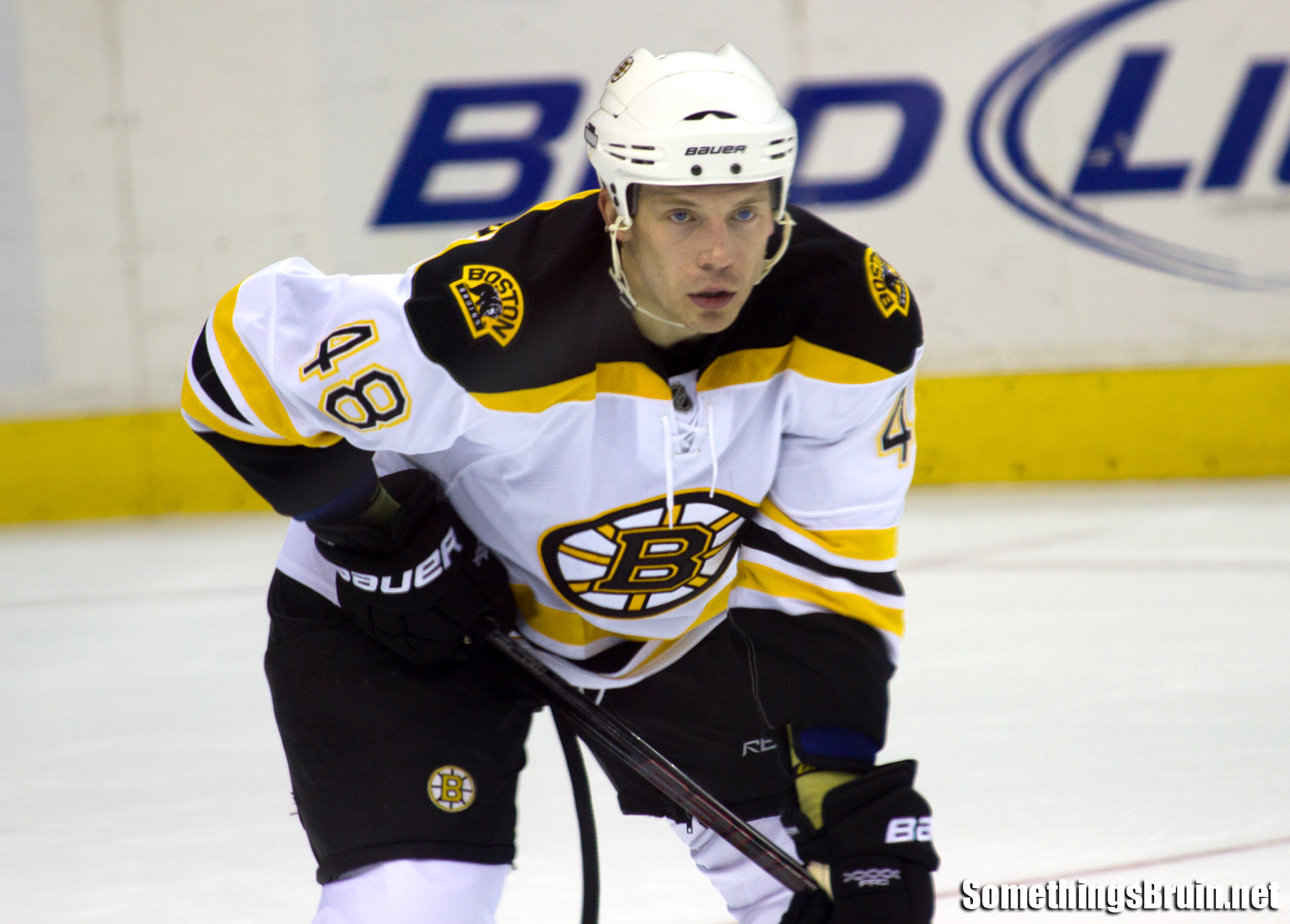
Hunwick im Trikot der Boston Bruins

Matt Hunwick begann seine Karriere als Eishockeyspieler 2001 in der Mannschaft des USA Hockey National Team Development Program, das in der North American Hockey League zur Förderung von amerikanischen Nachwuchsspielern antritt. Ab dem Jahr 2003 spielte der Amerikaner vier Jahre lang für die Eishockeymannschaft der University of Michigan. Während des NHL Entry Draft 2004 wurde er in der siebten Runde als insgesamt 224. Spieler von den Boston Bruins ausgewählt. Im Sommer 2007 wurde der Verteidiger in den Kader der Providence Bruins, des Farmteams Bostons aus der American Hockey League, aufgenommen. In der Saison 2007/08 gab er sowohl sein Debüt im professionellen Eishockey in der AHL, als auch am 10. November 2007 in der National Hockey League für die Boston Bruins in einem Heimspiel gegen die Buffalo Sabres.
Im November 2010 wurde er im Tausch gegen Colby Cohen an die Colorado Avalanche abgegeben. Nach drei Jahren als Stammspieler in Colorado gehörte er zu Beginn der Saison 2013/14 nicht mehr dem NHL-Aufgebot an und spielte stattdessen beim Farmteam, den Lake Erie Monsters, in der AHL. Nach der Spielzeit 2013/14 verließ er die Avalanche nach vier Jahren und schloss sich im Juli 2014 den New York Rangers an. Dort wurde sein Einjahresvertrag nach der Saison 2014/15 nicht verlängert, sodass er im Juli einen neuen Zweijahreskontrakt bei den Toronto Maple Leafs unterzeichnete. Diesen erfüllte Hunwick und schloss sich im Juli 2017 dem amtierenden Stanley-Cup-Sieger Pittsburgh Penguins an. Diese transferierten ihn nach einer Spielzeit im Juni 2018 gemeinsam mit Conor Sheary zu den Buffalo Sabres und erhielten dafür ein konditionales Viertrunden-Wahlrecht im NHL Entry Draft 2019.
Bei den Sabres kam Hunwick jedoch verletzungsbedingt kaum zu Spielzeit, ehe er die gesamte Saison 2019/20 verpasste und er letztlich gezwungen war, seine aktive Karriere für beendet zu erklären. Insgesamt hatte er 535 NHL-Partien absolviert und dabei 119 Scorerpunkte verzeichnet.

### International
Bei der Weltmeisterschaft 2013 in Stockholm und Helsinki gehörte Matt Hunwick der US-Nationalmannschaft an und gewann mit dieser die Bronzemedaille. Zudem wies er die beste Plus/Minus-Bilanz unter allen Spielern auf.

## Erfolge und Auszeichnungen
| - 2004 CCHA All-Rookie-Team - 2005 Mason-Cup-Gewinn mit der University of Michigan - 2005 CCHA Second All-Star-Team - 2006 CCHA Second All-Star-Team | - 2007 CCHA First All-Star-Team - 2007 CCHA Best Defensive Defenseman - 2007 NCAA West Second All-American-Team |

### International
- 2004 Goldmedaille bei der U20-Junioren-Weltmeisterschaft
- 2013 Bronzemedaille bei der Weltmeisterschaft
- 2013 Beste Plus/Minus-Bilanz der Weltmeisterschaft

## Karrierestatistik

### International
Vertrat die USA bei:
- U18-Weltmeisterschaft 2003
- U20-Weltmeisterschaft 2004
- U20-Weltmeisterschaft 2005
- Weltmeisterschaft 2013

(Legende zur Spielerstatistik: Sp oder GP = absolvierte Spiele; T oder G = erzielte Tore; V oder A = erzielte Assists; Pkt oder Pts = erzielte Scorerpunkte; SM oder PIM = erhaltene Strafminuten; +/− = Plus/Minus-Bilanz; PP = erzielte Überzahltore; SH = erzielte Unterzahltore; GW = erzielte Siegtore; 1 Play-downs/Relegation; Kursiv: Statistik nicht vollständig)